# Braunhirschen
Braunhirschen (auch Braunhirschengrund) ist ein Bezirksteil des 15. Wiener Gemeindebezirks Rudolfsheim-Fünfhaus und bildet zusammen mit Rustendorf und Reindorf die Bezirkshälfte Rudolfsheim.

## Geschichte und Entstehung
Nachdem während der zweiten Türkenbelagerung im Jahre 1683 fast alle Orte im Bereich des heutigen 15. Bezirkes zerstört worden waren, entstanden zum Teil durch Wiederaufbau der alten Siedlungen fünf Dörfer: Rustendorf, Braunhirschen, Reindorf, Sechshaus und Fünfhaus.
Bis 1697 (Baubeginn von Schönbrunn) kam es zu keiner weiteren Bebauung, zu dieser Zeit entstand das Schloss des Barons Christoph von Plankenau am Fuße der heutigen Mariahilfer Straße. Daran angeschlossen befanden sich drei Gärtnerhäuschen – aufgrund dieser Tatsache wurde Braunhirschen anfänglich als Dreihaus bezeichnet – diese vermehrten sich später zu Braunhirschen.
Am Ende des 18. Jahrhunderts war ein Gasthaus namens „Zum braunen Hirschen“ sehr populär, weshalb es der Ortschaft schließlich den Namen gab.
Bis zum Jahre 1772 wuchs Braunhirschen zu einem Dorf mit 16 Häusern heran, aufgrund der vielen Einkehrhöfen in Braunhirschen und auch den benachbarten Dörfern sprach man bald von einer Wirtshauskolonie vor den Toren Wiens.
Aufgrund des raschen Bevölkerungswachstums in den ehemaligen Weingärten, wurde aus diesem Gebiet bald ein dicht bevölkertes Gebiet, das aber verwaltungstechnisch aus mehreren unabhängigen Gemeinden bestand. Deswegen schlossen sich 1863 Braunhirschen, Rustendorf und Reindorf zu einer Großgemeinde zusammen und gaben sich zu Ehren des Kronprinzen den Namen Rudolfsheim. 1890 bildeten Rudolfsheim zusammen mit Sechshaus im Zuge der Eingemeindung aller Wiener Vororte den 14. Bezirk namens Rudolfsheim. Nach dem Anschluss Österreichs an das Dritte Reich wurde Rudolfsheim mit Fünfhaus zu einem Bezirk zusammengefasst, was bis heute so blieb. Rudolfsheim-Braunhirschen ist heute der Name eines aus sieben Zählsprengeln bestehenden Zählbezirks der amtlichen Statistik.
Von der Stadt Wien ist die bauliche Schutzzone Braunhirsch-Reindorf definiert, die einige Bauten an der äußeren Mariahilfer Straße sowie der Reindorfgasse umfasst.

## Wappen
Das Wappen Braunhirschens ist sprechend: Ein brauner Zwölfender mit mächtigem Geweih ist vor einem silbernen (oft auch blauem) Hintergrund abgebildet, ähnlich dem Wirtshausschild des Einkehrhofes „Zum braunen Hirschen“.

## Persönlichkeiten
- Hans Rott (1858–1884), österreichischer Komponist und Organist